# Green Mothers' Club
Green Mothers' Club (en hangul, 그린 마더스 클럽; romanización revisada, Geurin Madeoseu Keulleob) es una serie de televisión es una serie de televisión surcoreana transmitida desde el 6 de abril de 2022 a través de JTBC.

## Sinopsis
La serie describe las amistades, el amor maternal y el crecimiento de cinco madres que se conocieron en la comunidad de primaria, cada una con un complejo que no pudo superar. Cada persona vive de manera diferente, pero recuerdan la maternidad y reflexionan sobre la existencia de una madre y un ser humano.

## Reparto

### Personajes principales
- Lee Yo-won como Lee Eun-pyo, una madre de dos niños ordinaria con un fuerte sentido de orgullo por su educación de clase alta que se especializó en estética y estudió en el extranjero en Francia, pero que experimenta nuevos desafíos cuando se muda a un distrito educativo especial y se une a la comunidad de la escuela primaria allí.[4][5]
  - Lee Da-kyung como Eun-pyo de pequeña (Ep. 2).
- Choo Ja-hyun como Byun Chun-hee, es una madre en tendencia que tiene la capacidad de obtener información privilegiada. Es considerada como la "abeja reina" del vecindario y demuestra orgullosamente su posición entre los padres de familia. Su hija lucha con sus altas expectativas.[6]
- Kim Gyu-ri como Seo Jin-ha, una mujer considerada como una "diosa" entre las otras madres debido a su elegancia natural. Tiene un apuesto esposo extranjero y un hijo talentoso. Vive en un lujoso penthouse y aunque parece tener todo lo que podría desear, su yo interior está escondido detrás de un velo. Es la antigua amiga y actual rival de Lee Eun-pyo.[7]
  - Yoon Chae-eun como Jin-ha de pequeña (Ep. 2).
- Jang Hye-jin como Kim Young-mi, es la enemiga de Byun Chun-hee, una mujer que se enorgullece de ser diferente de las otras madres. Solo se preocupa por las apariencias externas y se aferra a un sentido de superioridad moral debido a su complejo de inferioridad.[8]
- Joo Min-kyung como Park Yun-joo, es la joven pero engañosamente alegre prima de Lee Eun-pyo. Se convierte en una feroz "madre alfa" cuando se trata de proteger a su hija e hijo, por quienes haría cualquier cosa.[9][10][11]

### Personajes secundarios

#### Familiares de Eun-pyo
- Choi Jae-rim como Jung Jae-woong, el esposo de Lee Eun-pyo, así como un modesto y directo detective de la policía, quien aunque parece tranquilo es fuerte. Tiene la habilidad de leer la mente de las mujeres.
- Jung Shi-yool como Jung Dong-seok, el hijo mayor de Jung Jae-woong y Lee Eun-pyo.
- Lee Chae-hyun como Jung Dong-joo, el hijo menor de Jung Jae-woong y Lee Eun-pyo.
- Sung Byung-sook como Hyung Im, la madre de Lee Eun-pyo. Una mujer fuerte que crio a Eun-pyo con la mayor sinceridad mientras trabajaba en el taller de pintura (Ep. 3).[12]
- Kim Sung-nyeo como la suegra de Lee Eun-pyo (Ep. 1).
- Jeon Seok-chan como el padre de Lee Eun-pyo (Ep. 2).

#### Familiares de Chun-hee
- Choi Deok-moon como Kim Joo-seok, un anestesiólogo y el esposo de Byun Chun-hee. Es un hombre arrogante que ve a todos como personas inferiores a él.
- Joo Ye-rim como Kim Yoo-bin, la hija de Kim Joo-seok y Byun Chun-hee.
- Kim Seo-jun como Kim Young-bin, el hijo de Kim Joo-seok y Byun Chun-hee.

#### Familiares de Jin-ha
- Roy Choi (로이) como Luis Bunuel, el esposo de Seo Jin-ha y exnovio de Lee Eun-pyo. En el pasado engaño a Eun-pyo y terminó enamorándose de Jin-ha. Es ciudadano francés de ascendencia coreana y que actualmente trabaja en la empresa farmacéutica GM.[13]
- Shin Seo-woo como Henry Bunuel, el hijo de Seo Jin-ha.

#### Familiares de Young-mi
- Im Soo-hyung como Oh Geon-woo, el esposo de Kim Young-mi, así como un famoso director de cine.
- Jeon Yu-na como Sae-bom, la hija de Kim Young-mi.
- Ahn Seok-hyun como Jul-pin, el hijo de Kim Young-mi.

#### Familiares de Yun-joo
- Yoon Kyung-ho como Lee Man-soo, el esposo de Park Yun-joo, un oficinista tímido y pasivo, que ve la televisión con una cerveza después del trabajo.[14]
- Park Ye-rin como Lee Soo-in, la hija de Lee Man-soo y Park Yun-joo.

### Otros personajes
- Lee Ji-hyun como Hwang Jung-sook, una maestra de la escuela primaria en Sangsu-dong con una feroz pasión por la educación.
- Shim So-young como la señora Nam, una mucama.
- Kim Ka-eun como Min-ji.
- Jeon Su-ji como la madre de Min-ji.[15]
- Ko Na-young (Ep. 1).
- Oh Ryoong como un orador (Ep. 1).
- Richard Kim como un miembro de la facultad universitaria (Ep. 1).
- Jeon Seok-chan como un pintor (Ep. 2).
- Park Na-eun como So Young (Ep. 3).
- Lee Seon-hee como Bang Jeong-hee una mujer que cuenta tanto con riqueza como poder. Es una madre que apoya inmensamente la educación de su hijo y es presidente de la Fundación Universitaria (Ep. 3).
- Woo Jung-won como Yun-mi, una exalumna (Ep. 3 y 5).[16]
- Park Min-young como una exalumna (Ep. 3).
- Hong Dae-sung como un detective (Ep. 3).
- Min Dae-shik como un entrevistador (Ep. 3).
- Choi Sol-hee como una doctora (Ep. 3-4).
- Park Jin-ah como Park Yoo-jin, una maestra de ciencias de una escuela para niños/as superdotados (Ep. 4).
- Kim Soo-hyun como un presentador de la ceremonia de premios (Ep. 4).
- Oh Man-seok como el Profesor Lee.
- Kim Soo-yeon como una madre de la escuela.
- Lee Ji-hae como una madre de la escuela.
- Joo In-young como la madre de Jae-bin.
- Na Hyun-woo como Jang Won-tae, un joven hombre que conoce a Byun Chun-hee.[17]
- Lee Soo-mi como una empleada de la panadería.

### Apariciones especiales
- Oh Hee-joon como un detective.[18][19]

## Episodios
La serie fue estrenada a través de la JTBC el 6 de abril de 2022 y se emite todos los miércoles y jueves a las 22:30 (KST).

### Índices de audiencia
| Episodio | Fecha de emisión    | Participación promedio de audiencia | Participación promedio de audiencia |
| Episodio | Fecha de emisión    | Nacional                            | Seúl                                |
| -------- | ------------------- | ----------------------------------- | ----------------------------------- |
| 1        | 6 de abril de 2022  | 2,519 % (13.ª)                      | 2,967 % (7.ª)                       |
| 2        | 7 de abril de 2022  | 2,991 % (11.ª)                      | 3,456 % (6.ª)                       |
| 3        | 13 de abril de 2022 | 2,52 % (17.ª)                       | N/A                                 |
| 4        | 14 de abril de 2022 | 3,616 % (8.ª)                       | 3,964 % (4.ª)                       |
| 5        | 20 de abril de 2022 | 2,544 % (10.ª)                      | 2,815 % (7.ª)                       |
| 6        | 21 de abril de 2022 | 3,671 % (5.ª)                       | 4,026 % (3.ª)                       |
| 7        | 27 de abril de 2022 | 2,802 % (4.ª)                       | 2,708 % (4.ª)                       |
| 8        | 28 de abril de 2022 | 4,302 % (5.ª)                       | 4,436 % (3.ª)                       |
| 9        | 4 de mayo de 2022   | 3,374 % (4.ª)                       | 3,204 % (5.ª)                       |
| 10       | 5 de mayo de 2022   | 4,539 % (4.ª)                       | 5,065 % (2.ª)                       |
| 11       | 11 de mayo de 2022  | 4,175 % (3.ª)                       | 4,714 % (1.ª)                       |
| 12       | 12 de mayo de 2022  | 4,406 % (3.ª)                       | 3,992 % (3.ª)                       |
| 13       | 18 de mayo de 2022  | 3,593 % (4.ª)                       | 3,777 % (2.ª)                       |
| 14       | 19 de mayo de 2022  | 4,617 % (3.ª)                       | 4,411 % (2.ª)                       |
| 15       | 25 de mayo de 2022  | 4,192 % (2.ª)                       | 4,290 % (2.ª)                       |
| 16       | 26 de mayo de 2022  | 6,088 % (1.ª)                       | 6,154 % (1.ª)                       |
| Promedio | Promedio            | 3,747 %                             | —                                   |

## Banda sonora
El OST de la serie está conformado por las siguientes canciones:

### Parte 1
| No. | Intérprete | Canción             | Letra | Música        | Duración |
| --- | ---------- | ------------------- | ----- | ------------- | -------- |
| 1   | Naakyeum   | "Happiness"         | Hen   | Jayins y Naiv | 3:01     |
| 2   |            | "Happiness" (Inst.) | -     | Jayins y Naiv | 3:01     |

### Parte 2
| N.º | Intérprete    | Canción                    | Letra        | Música                 | Duración |
| --- | ------------- | -------------------------- | ------------ | ---------------------- | -------- |
| 1   | Jang Pil-soon | "Moonlight Mother"         | Cho Dong-hee | Hong Dae-sung y Jayins | 2:55     |
| 2   |               | "Moonlight Mother" (Inst.) | -            | Hong Dae-sung y Jayins | 2:55     |

## Producción
La serie es dirigida por Ra Ha-na (라하나), escrita por Shin Yi-won (신이원) y producida por JTBC Studio.
El 26 de mayo de 2021, se confirmó que las actrices Lee Yo-won y Choo Ja-hyun se habían unido al elenco principal del drama, mientras que la alineación completa del elenco fue confirmada el 2 de julio de 2021.
Originalmente el actor Lee Kyu-han se había unido al proyecto para interpretar a Joo-seok, sin embargo el 5 de noviembre de 2021, se anunció que había decidido dejar la serie por motivos personales. Por lo que fue reemplazado por el actor Choi Deok-moon.
El 14 de febrero de 2022 se publicaron las fotos de la lectura del guion.

### Recepción
El 12 de abril de 2022, Good Data Corporation compartió su nueva clasificación de los dramas y miembros del elenco que generaron más revuelo durante la semana. Las listas se compilaron a partir del análisis de artículos de noticias, publicaciones de blogs, comunidades en línea, videos y publicaciones en redes sociales sobre los dramas que están actualmente al aire o que saldrán al aire próximamente. La serie obtuvo el puesto número 6 en la lista de dramas, más comentados de la semana. Mientras que la actriz Lee Yo-won ocupó el puesto número 9 dentro de los diez miembros del elenco más comentados de la semana.
El 19 de abril de 2022, Good Data Corporation compartió su nueva clasificación de los dramas y miembros del elenco que generaron más revuelo durante la semana. Las listas se compilaron a partir del análisis de artículos de noticias, publicaciones de blogs, comunidades en línea, videos y publicaciones en redes sociales sobre los dramas que están actualmente al aire o que saldrán al aire próximamente. La serie obtuvo el puesto número 5 en la lista de dramas, más comentados de la semana. Mientras que la actriz Lee Yo-won ocupó nuevamente el puesto número 9 dentro de los diez miembros del elenco más comentados de la semana.
El 26 de abril de 2022, Good Data Corporation compartió su nueva clasificación de los dramas y miembros del elenco que generaron más revuelo durante la semana. Las listas se compilaron a partir del análisis de artículos de noticias, publicaciones de blogs, comunidades en línea, videos y publicaciones en redes sociales sobre los dramas que están actualmente al aire o que saldrán al aire próximamente. La serie obtuvo el puesto número 3 en la lista de dramas, más comentados de la semana. Mientras que la actriz Lee Yo-won ocupó el puesto número 8 dentro de los diez miembros del elenco más comentados de la semana.